# Markgräfliches Opernhaus

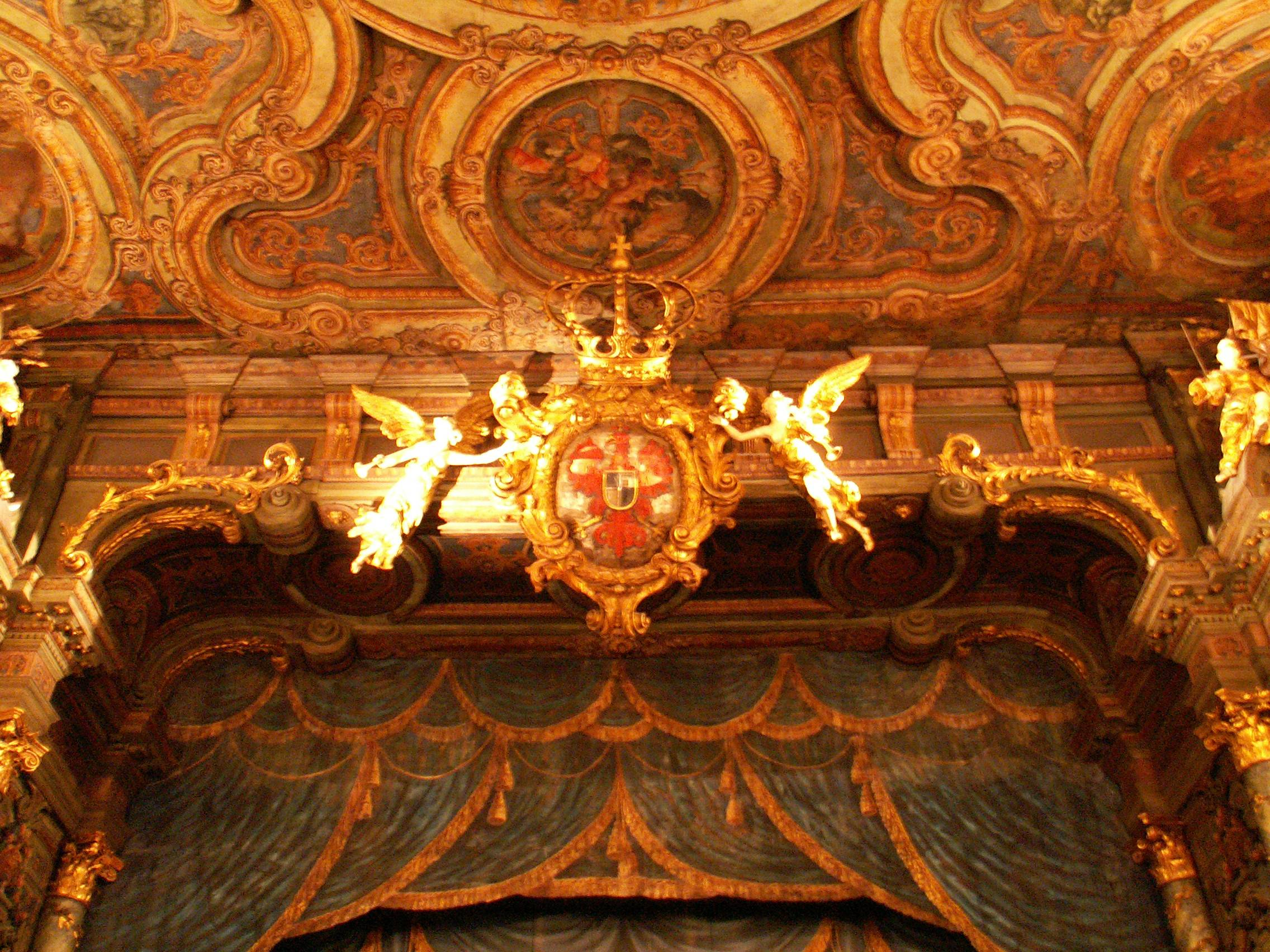
Scenöppningen med markgrevens vapen.

Markgräfliches Opernhaus (även Operahuset, Bayreuth) är en operabyggnad i Bayreuth i  Tyskland. Byggnaden uppfördes under markgreve Fredrik III av Brandenburg-Bayreuths regering 1744-1748 och räknas idag till de få bevarade teater- och operabyggnaderna från 1700-talets Europa. Teatern ingår i den tyska rutten av Europavägen historiska teatrar. Operahuset kan dagligen besiktigas.
Byggnadens exteriör ritades av den franske arkitekten Joseph Saint-Pierre och interiören gestaltades av italienaren Giuseppe Galli da Bibiena. Stilen är italiensk senbarock. Operahuset byggdes i samband med bröllopet mellan markgrevens dotter Elisabeth Fredrika Sofia av Brandenburg-Bayreuth och Karl Eugen av Württemberg. Byggnaden är uppförd helt i trä därför användes knappt några stearinljus för att undvika en brand. Teatersalongen består enbart av tre rader loger medan parketten till en början var utan sittplatser. Logerna var ursprungligen tillordnade de tre samhällsstånden. 
På 1860-talet fick Richard Wagner veta att det fanns en utomordentligt vacker teaterbyggnad (Markgräfliches Opernhaus) i Bayreuth som skulle kunna bli en lämplig spelplats för hans verk. Det visade sig dock att Markgräfliches Opernhaus var för liten och dessutom omodern när det gällde scenteknik. Wagner blev däremot förjust i staden Bayreuth och det bestämdes att man skulle bygga en helt ny teater i staden. Så blev Bayreuth platsen för Bayreuthfestspelen.
Den 30 juni 2012 fick operahuset status som ett världsarv.